# Bandana (singolo)
Bandana è un singolo del cantautore e rapper italiano LDA, pubblicato il 25 aprile 2022.

## Descrizione
Riguardo al singolo il cantautore ha raccontato:

## Promozione
Il brano è stato presentato in anteprima nel corso della ventunesima edizione del talent show Amici di Maria De Filippi.

## Tracce
Testi di Luca D'Alessio, Benjamin Mascolo e Jacopo Angelo Ettorre, musiche di Jacopo Angelo Ettorre, Stefano Tognini.
1. Bandana – 2:48

## Classifiche
| Classifica (2022) | Posizione massima |
| ----------------- | ----------------- |
| Italia            | 55                |